# Cratere Tooting
Tooting  è un cratere sulla superficie di Marte.